# Alex Rider: Stormbreaker (jeu vidéo)
Alex Rider: Stormbreaker est un jeu vidéo d'action développé par Altron et Razorback Developments, édité par THQ et sorti en 2006 sur Nintendo DS et Game Boy Advance. Il est adapté du film Stormbreaker lui-même tiré du roman même nom d'Anthony Horowitz.

## Accueil
- Jeuxvideo.com : 10/20 (DS)[1] - 8/20 (GBA)[2]